# Mándi Andor
Mándi Andor, született Mandel Andor (Budapest, 1891. szeptember 23. – Budapest, 1972. augusztus 21.) Kossuth-díjas Ganz-gyári  gépészmérnök.
A 20. század első évtizedeiben lezárult a nagy elektrotechnikai felfedezések korszaka. A fejlesztés elsősorban a teljesítmények, illetve a feszültségszintek növelésére, valamint a berendezések tökéletesítésére irányult. Bláthy Ottó Titusz környezetében ekkorra felnőtt egy új mérnökgeneráció. Közülük Mándi Andor személye a Ganz-gyári hagyományok folytatását is jelentette.

## Élete
Gyermekéveit Kiskőrösön töltötte, mivel jogász édesapja bírói munkát végzett, és előrehaladása a család költözését is jelentette. Így került később Kalocsára is, már járásbírósági elnök fiaként. Nem volt kérdés, hogy tanulmányait a jezsuita gimnáziumban folytatja. Hamarosan kiderült kiváló matematikai és nyelvérzéke, és a családi környezetben megalapozott műveltsége. A kitüntetéssel letett érettségi után a család Budapestre költözött. Édesapja törvényszéki tanácselnök lett, Mándi pedig a Berlin Charlottenburgi Egyetemen kezdte meg felsőfokú tanulmányait. A mérnöki diploma megszerzése után (1914) közbeszólt a történelem. Mándi sok társával együtt az első világháborúban harctéri szolgálatot teljesített, megsebesült, és szerb fogságba esett. A háború után rövid ideig távíró előadó volt egy kerületi parancsnokságon, majd a diplomájának honosítása után a Weiss Manfréd gyárban szerkesztői munkát végzett. Sírja a Farkasréti temetőben található.

## A Ganzban
A Ganz Villamossági Rt. 1921-ben alkalmazta gépszerkesztő mérnökként. 1933-tól a gépszerkesztés vezetője lett, kezdetben főmérnöki, majd igazgatói címmel. Több új gépsorozat kifejlesztését irányította és a gépgyártás szinte minden területén újat alkotott. Többször megoldott olyan feladatokat, amelyekre sem a gyár múltjában, sem a külföldi szakirodalomban nem talált támpontot.
1927-ben levezette és közreadta a „Aszimmetriák és felharmonikusok a villamos gépekben” akkor még ismeretlen szabályait, és ezek alapján rendbe hozott egy nagyobb, helytelenül méretezett daru-motor szállítmányt.
Az indukciós motorok területén kidolgozta az 1:2 pólusátkapcsolásos Dahlander elrendezés módosított változatát.
Az egyenáramú gépeknél a kommutációs feltételekből levezette a gép teljesítményének arányosságát a forgórész átmérőjével, ami abban az időben még nem volt közismert.
Mándi Andornak nagy, de nem eléggé ismert szerep jutott a magyar vasút-villamosítás fejlesztésében is. Az első négy - utóbb általánosan Kandóról elnevezett - fázisváltós mozdony tervezésénél, 1929-ben megbízást kapott a főmotor felülvizsgálatára. Ennek során két olyan változtatást is ajánlott, amelyet Kandó elfogadott. Egy évtized múlva az újabb kísérleti „Radony” mozdonyokat a korábbi egyetlen nagy vontatómotor helyett tengelyenként egy-egy fogaskerék-hajtású motorral kellett elkészíteni. Ehhez periódusváltóra volt szükség, amelyeket külön motor hajtott. A rövidrezárt forgórészű vontatómotorok indítási problémáját Mándi már a tervezésnél megoldotta. (Érdekességként érdemes megemlíteni, hogy másfél évtizeddel később az Oerlikon gyárban még nem jöttek rá!) A II. világháború után ugyancsak Mándi szabadalma szerint alkalmaztak csúszógyűrűs vontatómotorokat és fázisváltóval kapcsolt periódusváltót a Ganz-Kandó mozdonyokban. Sajnálatos tény, hogy mindezek mellett ez a gyártmány életének egy nagyon nehéz időszakát okozta.
Mándi gépszerkesztői tevékenységének talán legismertebb területe a turbógenerátor gyártásához kapcsolódik. Bláthy halála után - a II. világháború okozta anyagbeszerzési nehézségek miatt - felmerült az igény , hogy a párhuzamos hornyú, nagy üzembiztonságú forgórész-szerkezetet továbbfejlesszék. Mándi találmánya a kereszttekercses forgórész -megtartva a korábbi konstrukció előnyeit- lehetővé tette hazai anyag felhasználása mellett a teljesítményhatár 50 MW-ra történő emelését.
1944-ben ismét a történelem sodrába került: az üldöztetések elől kénytelen volt bujkálni, ebben a gyári munkatársai segítették. (Az 1950-es években igyekezett segítséget nyújtani a kitelepítésre ítélt, szerencsétlen sorsú munkatársak számára.)

## A háború után
A kialakult új politikai helyzet nem kedvezett a nagypolgári családból származott, a gyárban korábban is vezető beosztásban dolgozó Mándinak. Mellőzésének számos jele volt. Az általánosan ismert tudományos munkássága ellenére az 1950-es évek elején nem kapta meg a tudományok doktora címet, meg kellett elégednie a kandidátusi fokozattal. A címet végül 1958-ban ítélték oda számára, de akadémikussá választása mindvégig akadályokba ütközött. Tudományos vonalon történt mellőzését sokan máig a Mándi és Ratkovszky Ferenc 1945-től kezdődő elhidegülő viszonyára vezetik vissza.
Állami kitüntetése ugyanakkor Kossuth-díj.

## A BoCo ügy
Ezekre az évekre esik a periódusváltós villamos mozdony (MÁV V55 sorozat) gyártása körüli huzavona. Alapvető baj volt, hogy a felső irányítás ezt a mozdonyt egyszerű módosításnak fogta fel, nem látta azokat a jelentős eltéréseket, ami miatt új típusként kellett volna kezelni. Így rövid határidőket szabtak, nem volt elegendő idő a kísérleti próbákra, gyártás közben próbálták a hibákat korrigálni. Tetézte a bajokat az anyaghiány, a gyártási pontatlanságok, a gyártási idő elhúzódása, amiért Mándit tették felelőssé. Végül a mozdony korszerűtlenné vált, nem tudta felvenni a versenyt a külföldön kifejlesztett egyenirányítós mozdonyokkal.
Mándi származása, neveltetése miatt nem volt az új rend elkötelezettje, de tudomásul vette azt, műszaki kérdésekben azonban nem ismert megalkuvást. Várható volt, hogy a Ganz akkori vezetésével előbb-utóbb konfliktushelyzetbe kerül. Ez 1959-ben oda vezetett, hogy csak az Egyesült Villamosgépgyárba történő áthelyezésével tudta elkerülni nyugdíjazását. Itt műszaki tanácsadóként főleg nagyobb zárt motorok melegedési viszonyaival foglalkozott, és ezzel kapcsolatosak utolsó tanulmányai is.
A Műegyetemen előadásaihoz készült „Nagy villamos gépek” című jegyzetének két kiadása is megjelent. Ezek átdolgozott formában bekerültek Liska József professzor „Villamos gépek” könyvsorozatának 3. kötetébe is. 1969-ben átfogó tanulmánya jelent meg „Hőálló szigetelőanyagok adta lehetőségek a villamos gépgyártásban” címmel.
80. születésnapja alkalmából a Magyar Elektrotechnikai Egyesület tiszteletbeli díszelnökévé választotta.